# Fumaria purpurea
Fumaria purpurea är en vallmoväxtart som beskrevs av Herbert William Pugsley. Fumaria purpurea ingår i släktet jordrökar, och familjen vallmoväxter. Inga underarter finns listade i Catalogue of Life.